# David Copperfields zweefillusie
David Copperfield heeft sinds 1992 zijn flying illusion uitgevoerd in verscheidene goochelshows. Bij deze goocheltruc creëert hij de illusie dat hij kan vliegen. In het Nederlands is dit te vertalen als een levitatietruc of zweefillusie. De illusie valt op doordat Copperfield sierlijk kan bewegen en vrijwel gewichtloos lijkt te zijn. De illusie is opgenomen in Copperfields CBS tv-special The Magic of David Copperfield XIV: Flying-Live The Dream (1992), en is meerdere malen herhaald in de live-tours van Copperfield. De methode achter de illusie is ontwikkeld door John Gaughan.  Een belangrijke bijdrage voor het maken van vloeiende bewegingen kwam van zijn assistent, danseres en choreografe Joanie Spina.

## De illusie
Tijdens de illusie vliegt Copperfield acrobatisch rond. Nadat hij het podium op vliegt doet hij een salto in de lucht en laat hij vervolgens draaiende hoepels om hem heen gaan, zogenaamd om te bewijzen dat hij niet aan draden hangt. Vervolgens vliegt hij naar een doos van acrylglas die eerder door twee toeschouwers is onderzocht, en blijft hij in de lucht nadat de doos is afgedekt. Een assistent loopt over de bovenkant van de doos en Copperfield volgt ondersteboven de stappen van de assistent. Soms kiest Copperfield een vrouwelijke vrijwilliger uit zijn publiek en neemt haar mee de lucht in. Voor het optreden verklaart Copperfield vaak dat het hem zeven jaar heeft gekost om de voorstelling te ontwikkelen. Hierbij laat hij een video zien waarin wordt beschreven hoe lang de mensheid heeft gedroomd van vliegen en hoeveel mensen het tevergeefs hebben geprobeerd.

## Methode
John Gaughan beschreef hoe de truc werkt in een Amerikaans patent. Volgens het patent wordt de artiest ondersteund door twee waaiervormige reeksen van fijne draden die onzichtbaar blijven voor het publiek. De draden zijn ongeveer 1⁄4 mm dik, en ondersteunen elk ongeveer 10 kg; de reeksen bevatten meer dan genoeg draden om het gewicht van de artiest te dragen. De draden zijn bij de heupen bevestigd, aan een tuig dat onder de kleding wordt gedragen. Doordat het tuig dicht bij het menselijke zwaartepunt zit is er een breed scala aan bewegingen mogelijk terwijl de artiest hangt. De draden zijn bevestigd aan katrollen die door een complex computersysteem gestuurd worden zodat alle draden op spanning blijven. Dit systeem zorgt er ook voor dat de draden loodrecht op de gezichtslijn van het publiek blijven, zodat de draden elkaar nooit kruisen, waardoor het publiek de draden mogelijk zou kunnen zien.

Schematische weergave van de hoepels

Later in de show worden er twee hoepels tegelijk gebruikt, om verder te bewijzen dat Copperfield daadwerkelijk vliegt. Dit kan doordat de hoepels op een speciale manier om Copperfield heen gedraaid worden, waardoor ze niet in contact komen met de draden. Als hij met een vrijwilliger vliegt, houdt hij haar voor zich en komt ze niet in aanraking met de opstelling.